# Raffael Santi
Raffael Santi, známý také jako Raffaello Sanzio da Urbino nebo jen Raphael (28. března 1483, Urbino – 6. dubna 1520, Řím), byl italský malíř a architekt v období vrcholné renesance. Spolu s Michelangelem a Leonardem da Vinci je považován za nejvýznamnějšího výtvarného umělce té doby. Jeho dílo mělo vliv na vývoj malířství hluboko do 19. století.

## Život
Základním pramenem pro Raffaelovu biografii je pojednání malíře, architekta a spisovatele Giorgo Vasariho. První vydání jeho třísvazkového díla Životy nejvýznačnějších malířů, sochařů a architektů vyšlo v roce 1550 a obsahuje mj. podrobný Raffaelův životopis.

### Mládí – Urbino a Perugia
Raffael se narodil v Urbinu. Jeho otec, Giovanni Santi, byl rovněž malířem na urbinském dvoře. Měl i literární ambice, jak dokazuje jeho chvalozpěv na vévodu Federica da Montefeltro. V roce 1491 zemřela Raffaelovi matka Magia z rodiny Ciarlo. O tři roky později i otec, který se ještě stačil jednou oženit a zplodit dceru. Jedenáctiletý Raffael byl svěřen do péče svého strýce Simona Ciarla.

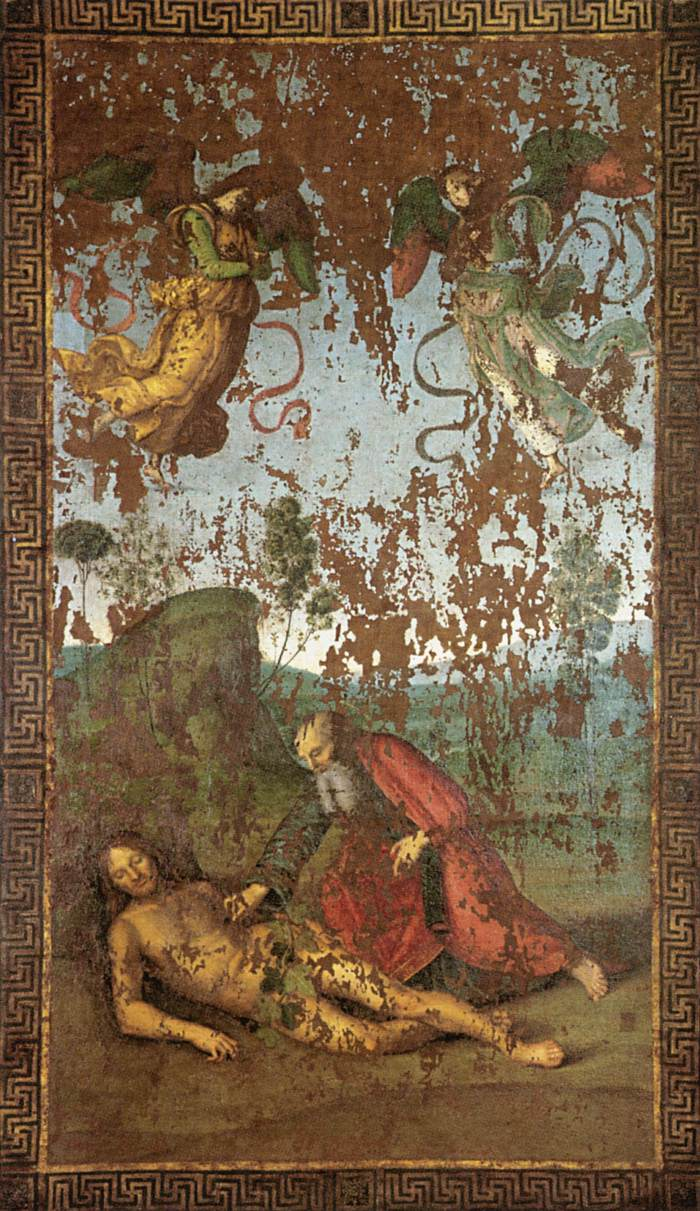
Procesní prapor obce Città di Castello, 1499/1500

Renesanční kulturní centrum vytvořil z Urbina vévoda Federico da Montefeltro, který zde vládl v letech 1444–1482. Na jeho dvoře působili význační italští umělci jako Donato Bramante, rodák z blízkého Fermignana, Piero della Francesca či Paolo Uccello, prostředí dvora popsal Baldassare Castiglione. Kultivované rodinné poměry a později i atmosféra vévodského zámku, vybaveného rozsáhlou knihovnou a naplněného uměleckými předměty, přispěly k rychlému zrání mladého Raffaela.
Není jisté, zda Raffaela svěřil do péče malíře Pietra Perugina v Perugii ještě jeho otec. Písemně je jeho pobyt v Peruginově dílně doložen až v roce 1496. Od Perugina Raffael převzal zejména metodu přípravy každého jednotlivého díla. Spočívala ve vypracování skic, které se od předběžného náčrtu blížily k definitivnímu tvaru. Práce na jednotlivých částech obrazu (nebo nástěnných maleb) pak byly rozděleny mezi mistra a jeho pomocníky. Tuto praxi Raffael aplikoval později v Římě, kdy sám řídil velkou dílnu. Za první Raffaelovo samostatné dílo se dnes všeobecně uznává procesní prapor pro město Città di Castello, ležící 40 km severně od Perugie. Prapor z přelomu let 1499 a 1500 zobrazuje na jedné straně Ukřižování, na druhé zrození Evy z Adamova žebra. Další Raffaelovou zdokumentovanou prací z let 1500–1501 je oltářní obraz pro kostel svatého Mikuláše Tolentinského rovněž v Città di Castello. Obraz byl značně poškozen při zemětřesení v roce 1789 a dochovaly se z něj pouze fragmenty. Na smlouvě k této zakázce je Raffael poprvé označen jako „magister“.

### Florencie
V roce 1504 pobýval Raffael v Sieně, kde se chystal ke spolupráci s Pinturicchiem. Zde se měl podle Vasariho dozvědět o kartonech, které pro palác Signorie ve Florencii připravovali Leonardo da Vinci a Michelangelo. Rozhodl se je zhlédnout na vlastní oči a do Florencie zřejmě ještě téhož roku odcestoval. Studoval zde nejen díla obou jmenovaných umělců, ale také Masacciovy fresky. Jeho přítelem se zde stal další významný malíř italského cinquecenta, Fra Bartolomeo.

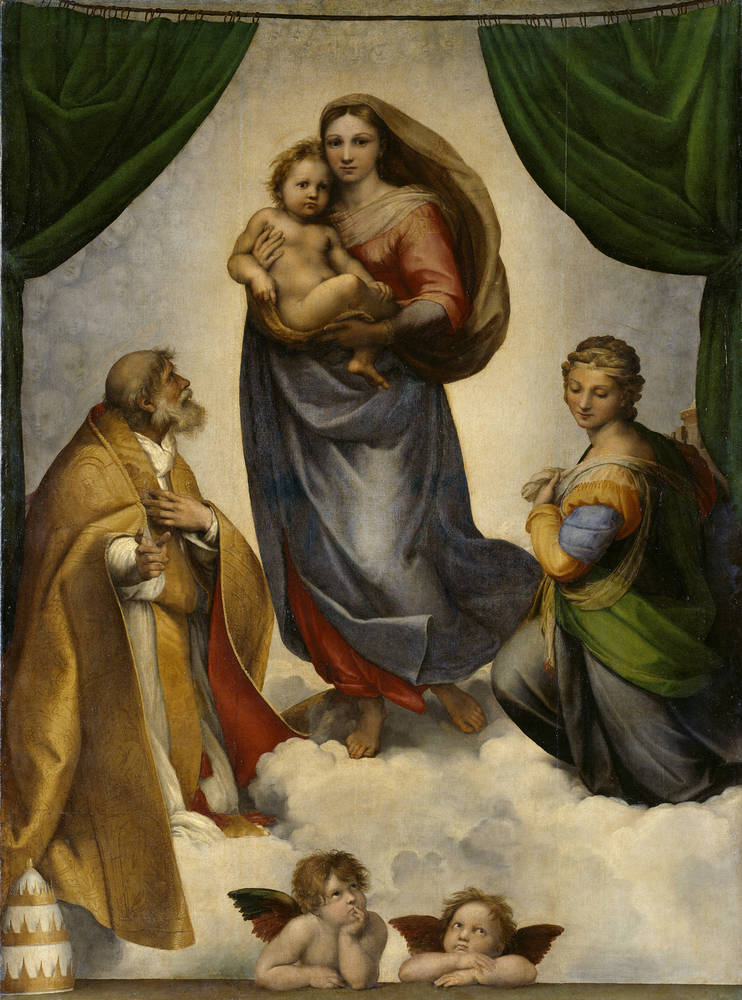
Sixtinská Madona, asi 1513

 Během pobytu ve Florencii neobdržel Raffael od městské rady žádnou zakázku. Pracoval pro florentské měšťany, maloval portréty a obrazy Madon, sloužících soukromé zbožnosti. Ze tří oltářních obrazů, které Raffael během svého pobytu ve Florencii namaloval, byly dva určeny kostelům v Perugii, zbývající – Madonu pod baldachýnem – si objednal pro svou rodinnou kapli florentský měšťan Bernardo Dei. V letech 1504–1508 se mohla Florencie pyšnit tím, že v jejích zdech zároveň tvořili tři nejvýznamnější umělci renesance: Leonardo, Michelangelo i Raffael.

### Řím
Zřejmě na doporučení architekta Bramanta pozval na podzim 1508 papež Julius II. z rodu Rovere Raffaela do Říma. Malíř nemohl odmítnout. Těžiště kulturního života se v té době již pozvolna přesunovalo z Florencie do věčného města. Julius II. si přál z Říma vytvořit nejen mocensko-politické, ale také kulturní centrum světa a navázat tak na antickou slávu města. To se mu do značné míry podařilo. Raffaelovými přáteli v Římě se stali i nejvýznamnější humanisté a literáti tehdejší doby: Pietro Bembo, Ludovico Ariosto, Pietro Aretino a Baldassare Castiglione. Od roku 1514 žil Raffael v paláci, který projektoval a původně zřejmě pro sebe stavěl jeho přítel Bramante. Jeho původní název zněl Palazzo Caprini, později Casa di Raffaello. Jeho podoba je známá z rytiny Antonia Lafreriho. Stál ve Vatikánu a zbořen byl v polovině 17. století, když se stavěla Berniniho kolonáda před bazilikou svatého Petra.
Na sklonku roku 1508 získal Raffael od papeže objednávku na freskovou výzdobu několika místností jeho vatikánského paláce. Pro pětadvacetiletého umělce to byla prestižní záležitost, které dovedl náležitě využít a zůstal v Římě již natrvalo.

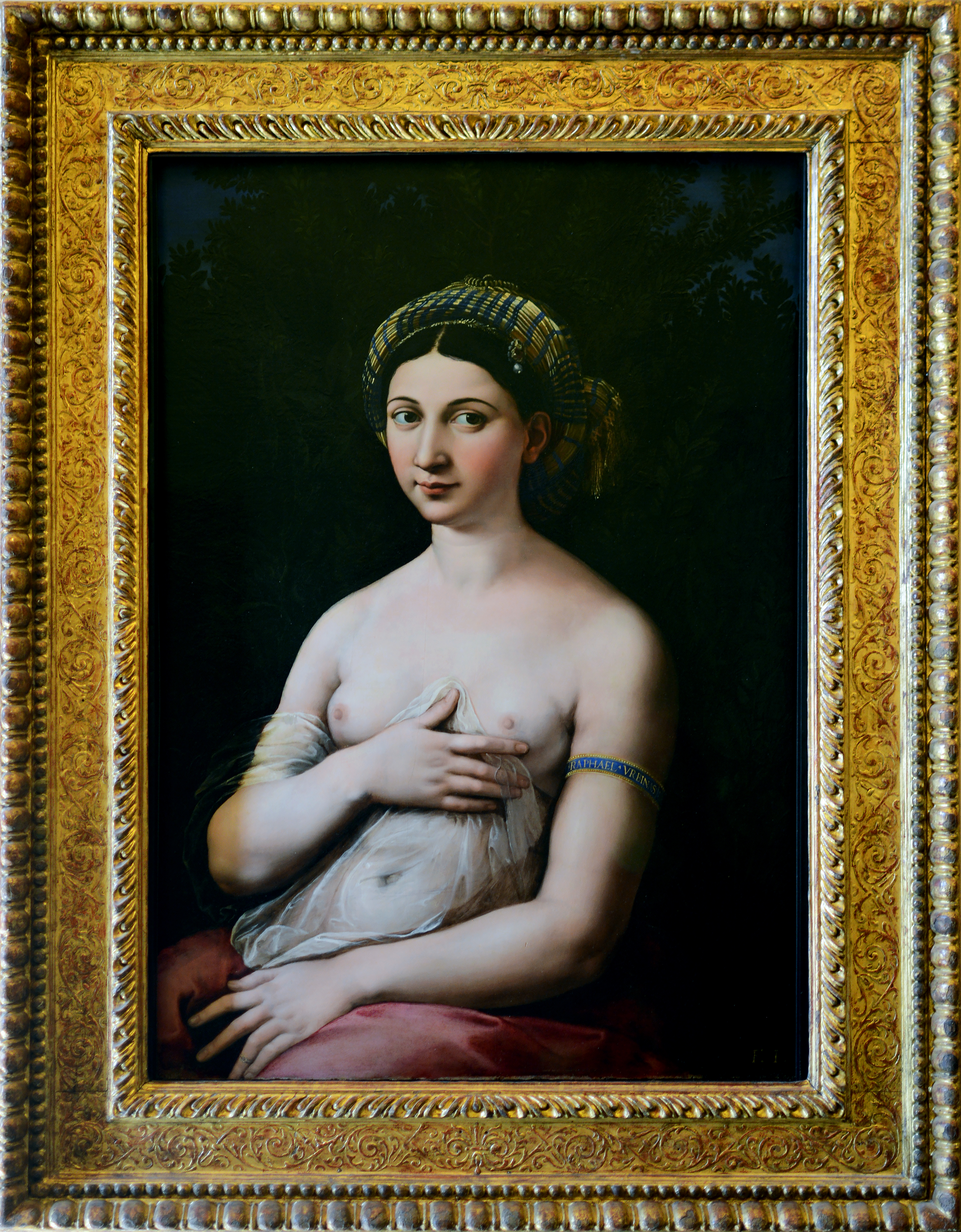
La Fornarina, 1518/1519

Zakázek, kterými byl zahrnován jak papežským dvorem, tak soukromými mecenáši, bylo tolik, že je jediný malíř nemohl zvládnout. Raffael si proto po vzoru jiných malířů vytvořil dílnu, v níž zaměstnal nadané pomocníky. Mezi nejvýznamnější patřili Giovanni da Udine, Giulio Romano, Giovanni Francesco Penni a Pierino del Vaga. Posouzení, která část obrazů nebo fresek pochází z ruky Raffaela a kterou malovali jeho žáci, je záležitostí specializovaných historiků umění.
4. října 1509 obdržel Raffael první dvorský úřad na papežském dvoře. Byl jmenován písařem breve, což pro něj byla funkce symbolická, protože jistě netrávil čas v papežské kanceláři. Byla však spojena s fixním platem.

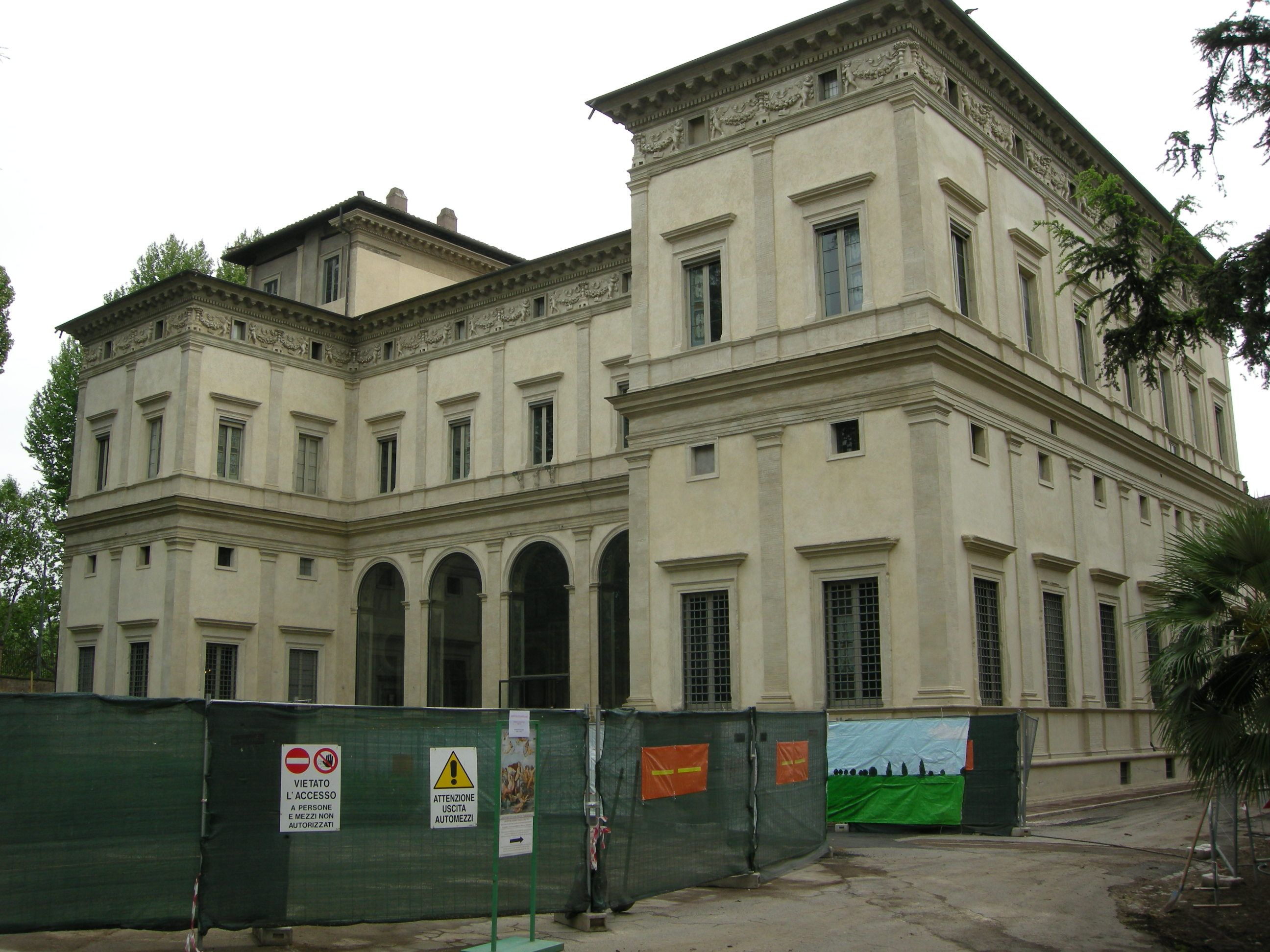
Villa Farnesina, Řím

 O rok později navázal kontakt se svým budoucím dlouholetým mecenášem, bankéřem Agostinem Chigi, kterému freskami vyzdobil jeho vilu zvanou Villa Farnesina. V únoru roku 1513 zemřel Raffaelův příznivec, papež Julius II., jehož portrét z Raffaelovy ruky se dochoval v londýnské národní galerii. Nahradil ho Lev X. z rodu Medici. Rovněž u tohoto papeže se Raffael těšil přízni a obdržel od něj řadu důležitých zakázek. Po Bramantově smrti v roce 1514 ho papež jmenoval stavitelem baziliky svatého Petra. Protože Raffael neměl mnoho zkušeností s projektováním architektury, ustanovil mu papež postupně dva rádce: mnicha Giovanni Gioconda a po jeho úmrtí, v roce 1516, Antonia da Sangalla. Žádný plán baziliky, který by byl Raffaelovým autografem, se však nedochoval. Další významnou funkcí, která do Raffaelova života zasáhla mnohem významněji, bylo jmenování konzervátorem římských starožitností. Papež ho do tohoto úřadu jmenoval 27. srpna 1515 s tím, že materiál z nenávratrně poškozených památek může použít na papežské stavební podniky. Raffael byl v této činnosti mimořádně úspěšný. Nejprve zastavil ničení starých nápisových desek, soch a architektonických článků, z nichž byl částečně postavený středověký Řím. Měl v úmyslu sestavit podrobný plán antického Říma. Rok před smrtí v tomto smyslu předal papeži memorandum o výsledcích své práce. Z malíře se Raffael stával archeologem. „Na výšinách i na nejnižších místech města hledal staré základy, vynášel svědectví minulosti, až papeže a Římany přivedl k takovému úžasu, že se na něho všichni dívají jako na božskou bytost seslanou s nebe“, napsal roku 1519 papežský protonotář Calcagnini. 

Dáma se závojem, 1514–1516

V důsledku vysokých honorářů se z Raffaela stal bohatý člověk. Jeho finančním poradcem byl již zmíněný bankéř Agostino Chigi. Dochovaly se doklady o Raffaelových finančních transakcích i půjčkách, které poskytoval. V roce 1518 si zakoupil vinici. Raffael se nikdy neoženil, i když byl podle Vasariho v roce 1514 zasnouben s vnučkou kardinála Marií Bibbienou. Jinou ženou v jeho životě byla Margerita, dcera pekaře Francesca Luttiho z římské čtvrti Trastevere. Tradičně bývá s jejím jménem spojován dívčí portrét s názvem La Fornarina (Pekařka), i když mnozí historikové umění tento názor zpochybňují. Podle dobových svědectví byl Raffael, na rozdíl od uzavřeného Michelangela, přátelský, otevřený a milý. Jeho povaha mu umožňovala rychle navazovat společenské kontakty.
Raffael zemřel na Velký pátek roku 1520, tedy 6. dubna, podle Vasariho v den svých 37. narozenin. Mělo se jednat o horečnaté onemocnění, které trvalo osm dní. Ohledně nemoci, na kterou Raffael zemřel, byly vysloveny různé teorie, nejčastěji se uvádí zápal plic. Během této doby stačil malíř vyřídit všechny majetkové záležitosti. Své jmění rozdělil mezi žáky a jednoho příbuzného. Na základě svého přání byl pohřben v Pantheonu. Na jeho náhrobku je nápis vytvořený spisovatelem a básníkem kardinálem Pietrem Bembo: „Ille hic est Raffael, timuit quo sospite vinci, rerum magna parens et moriente mori.“ (Zde leží Raffael, za jehož života se Příroda obávala, že nad ní zvítězí. Když zemřel, toužila zemřít s ním).

## Dílo
Dílo Raffaela Santiho je přes krátkost umělcova života neobyčejně rozsáhlé. Pro renesanční umělce byla příznačná komplexnost zájmů o různá umělecká odvětví. Tak tomu bylo i v případě Raffaela. Věnoval se malbě, dochovalo se pět jeho sonetů, zajímal se o hudbu, prosadil se i jako architekt. Ve svém díle se pokoušel nalézt dokonalou hodnotu, ve které by dosáhly harmonie všechny kontrasty a protiklady světa. Krása pro něj byla objektivní, existující hodnota, kterou má umělec odhalit a reprodukovat. Datace jednotlivých obrazů se v odborné literatuře liší, někdy až o tři roky. Dále je třeba brát v úvahu, že na velké části obrazů, zejména z římského období, s Raffaelem pracovala jeho dílna a ne vždy je možné přesně rozlišit ruku mistra a pomocníků.

### Madony

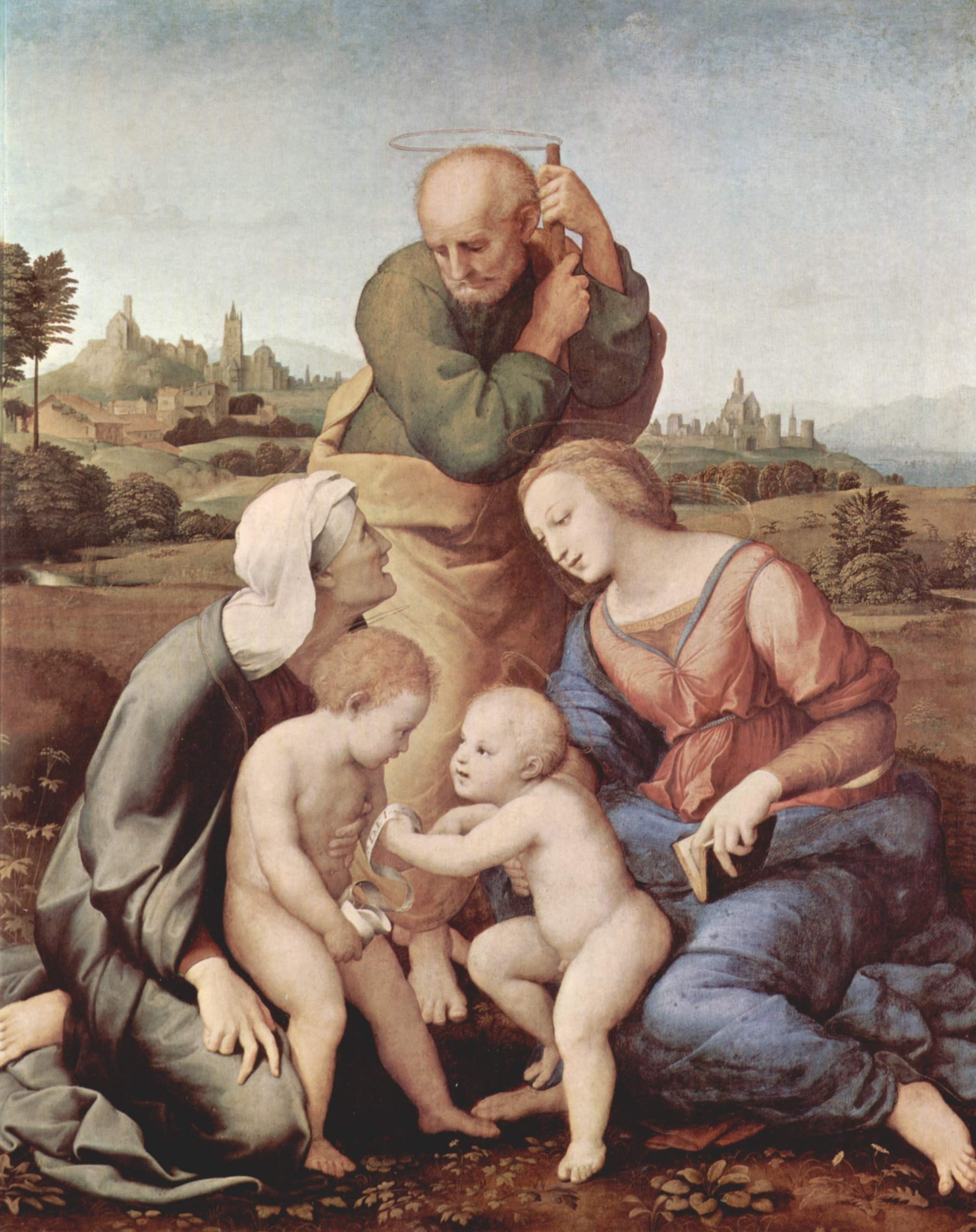
Svatá rodina Canigiani, 1507

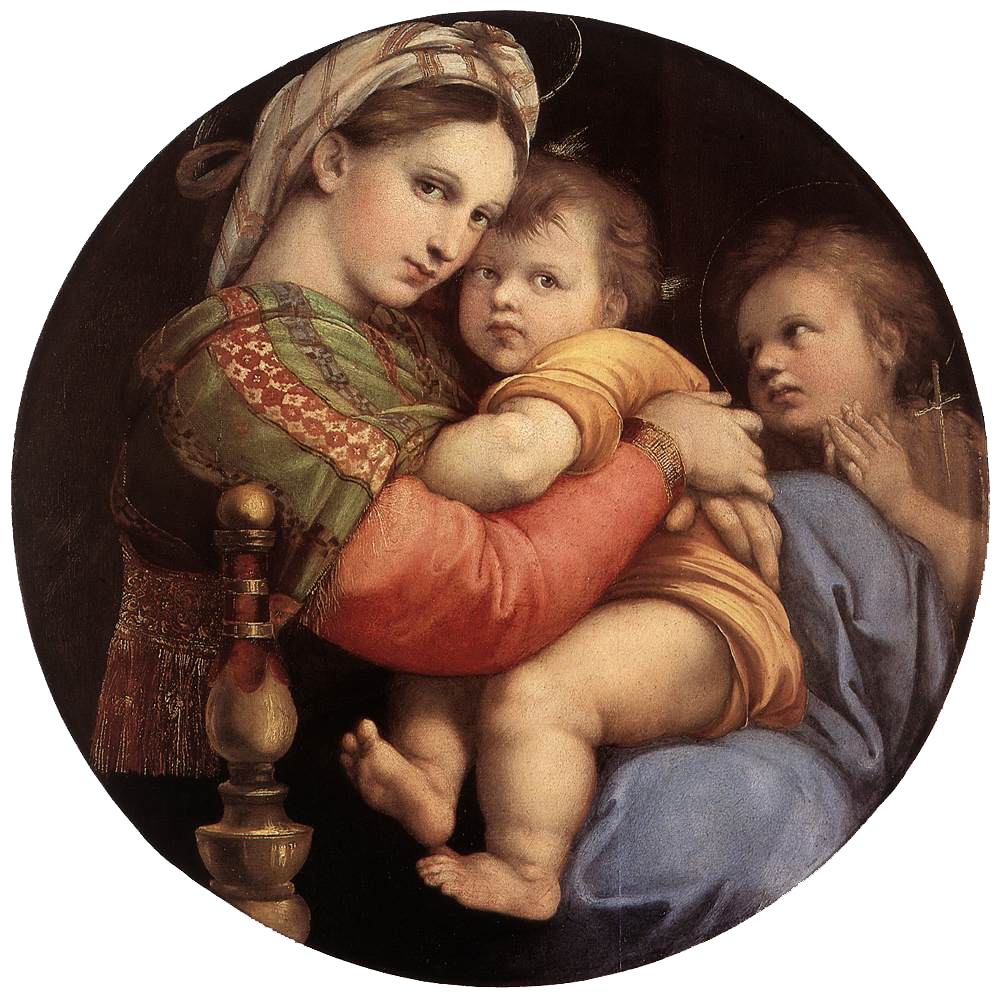
Madona della Sedia, 1513/1514

V povědomí kulturní veřejnosti je Raffaelovo jméno spjato především s jeho Madonami. To je druh votivních obrazů, na nichž je znázorněna Panna Marie s Ježíškem. Někdy sama, jindy doprovázena různými světci. Raffael maloval Madony ve všech fázích svého tvůrčího života. Byla to rozšířená forma domácí měšťanské zbožnosti, která vyvolávala poptávku po obrazech tohoto typu. První Raffaelovy Madony, jako např. Madona Solly (asi 1502, Gemäldegalerie Berlin), Madona Connestabile (1504, Ermitáž) či Madona del Granduca (1504, Galerie Palatine, Florencie) zobrazují pouze matku s dítětem a jsou poplatné stylu quatrocenta. Líbezné tváře Madon jsou však nezaměnitelně raffaelovské. Ještě za pobytu ve Florencii vytváří pod vlivem Leonardovým prokomponovaná seskupení, kdy dvojici matky s dítětem doplňuje malý Jan Křtitel, např. Madona v zeleni (1506, Kunsthistorisches Museum, Vídeň), Krásná zahradnice (1507, Louvre, Paříž) nebo Svatá rodina domu Canigiani (asi 1507, Alte Pinakotek, Mnichov). Z Madon římského období lze uvést Madonu Alba (1511, National Gallery of Art, Washington) a Madonu della Sedia (1513/1514, Galerie Palatine, Florencie), obě ve formě tonda, tzn. kruhového podkladu. Vrcholu pak dosáhlo Raffaelovo zpodobení Madon v proslulé Sixtinské Madoně (1513/1514, Gemäldegalerie Alte Meister, Drážďany).

### Portréty
Portrétní malbě se Raffael věnoval spíše okrajově, přesto z jeho ruky vzešlo několik portrétů, které patří k nejlepším, jaké ve své době vznikly. Většinu modelů známe jménem, některé však zůstaly neidentifikovány. 

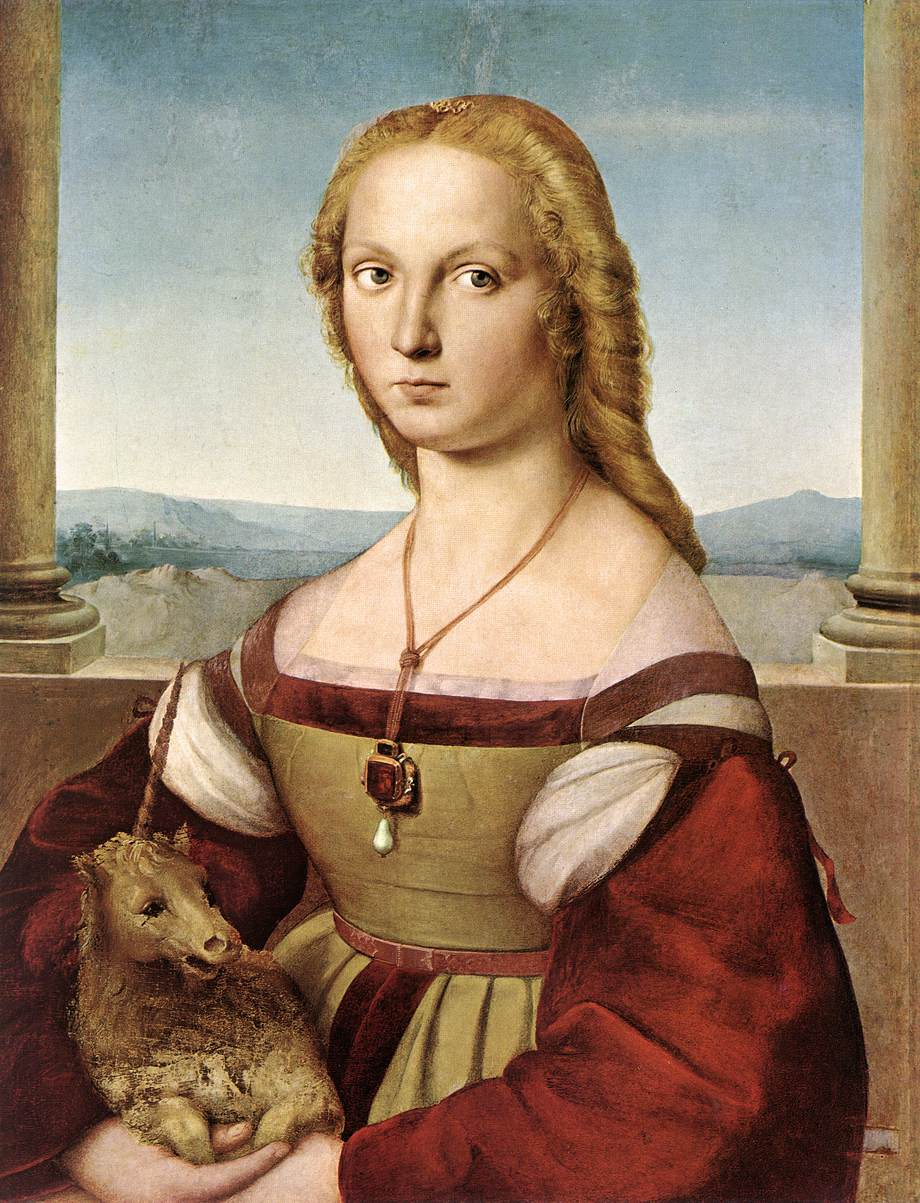
Dáma s jednorožcem, 1505/1506

 Ještě ve Florencii namaloval manžele Agnolo a Magdalenu Donni (1506, Galerie Palatine, Florencie) a obrazy tří žen, které se nepodařilo určit: Dámu s jednorožcem (1506/1507 Galerie Borghese, Řím), Němou (1507, Galleria Nazionale delle Marche, Urbino) a Těhotnou (kolem 1507, Galerie Palatine, Florencie). V Římě zanechal portréty obou „svých“ papežů, Julia II. (1512, National Gallery, Londýn) a Lva X. (1517/1518, Galerie Uffizi Florencie). 

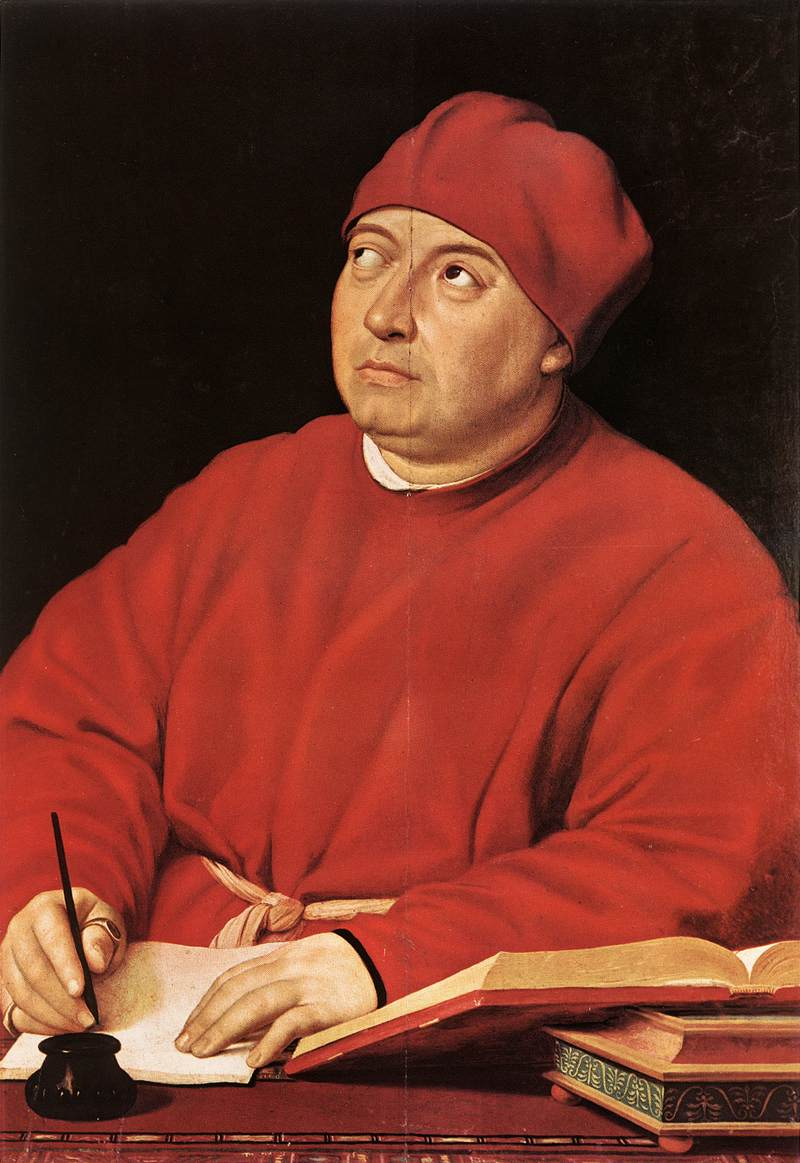
Tommaso Inghirami, 1510/1511

 K němu dodatečně připojil tváře dvou kardinálů. Z dalších portrétů lze uvést Dámu se závojem (1514/1516, Galerie Palatine, Florencie), portréty kardinála Alessandra Farnese (kolem 1512, Museo di Capodimonte, Neapol) a dalšího neznámého kardinála (1510/1511, Prado, Madrid). K vrcholům Raffaelovy portrétní tvorby bývají počítány portréty šilhavého správce vatikánské knihovny Tommasa Inghiramiho (1510/1511, Galerie Palatine, Florencie) a humanisty Baldassara Castiglioneho. O portrétu jeho údajné milenky, nazvaného Pekařka (La Fornarina), (1518/1519, Galleria Nazionale d'Arte Antica, Řím), již byla řeč v Raffaelově životopisu.

#### Autoportréty
Raffael zachytil svou tvář na pěti autoportrétech, zachycujících ho v různých obdobích věku od mládí. Nejstarší z nich je skica křídou, zachycující asi osmnáctiletého mladíka (1500/1502, Ashmolean Museum, Oxford).

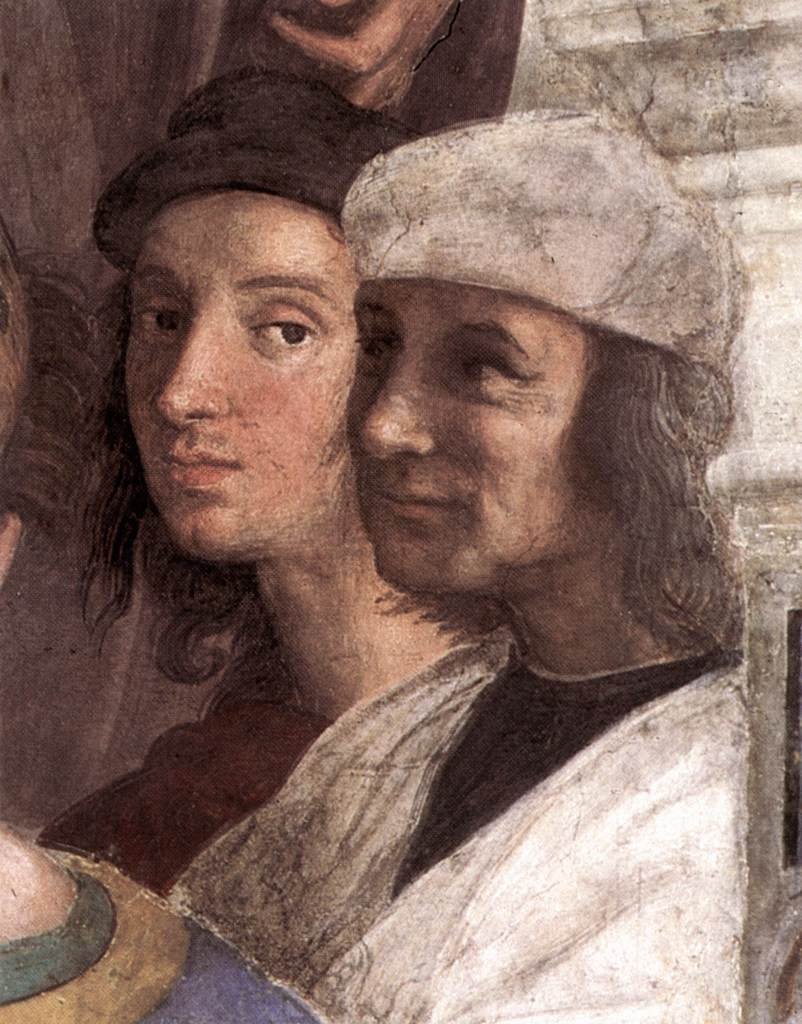
Raffael (vlevo) a malíř Il Sodoma na výřezu z Athénské školy, 1510–1511

 Dalším je obraz v infoboxu tohoto článku (1505/1506, Galerie Uffizi Florencie). Na dalších dvou shlíží na diváka z fresek ve vatikánských Stanzích, pokaždé jako nenápadný svědek dějů, které se na obrazech odehrávají. V Athénské škole (1510/1511) stojí vpravo v pozadí skupiny diskutující s Eukleidem, ve Vyhnání Heliodora z chrámu (1511/1512) naopak vlevo jako jeden z nosičů papežových nosítek. Posledním v řadě je Portrét s přítelem (1519/1520, Louvre, Paříž). O identitě Raffaelova přítele se vedly bezvýsledné diskuze. Dosavadní převládající názor, že se jedná o jeho učitele šermu, je dnes zpochybňován. Raffaelovy autoportréty nepředstavují dominantní typ osobnosti; spíše člověka nenápadného, skromného a zdrženlivého.

### Oltářní obrazy
S tímto typem obrazů Raffael v Perugii začínal a posledním, nedokončeným dílem také v Římě skončil. První doloženou prací tohoto druhu z let 1500/1501 je již zmíněný obraz pro kostel svatého Mikuláše Tolentinského v Città di Castello, na kterém Bůh korunuje patrona kostela. Ještě v peruginovském duchu se nesou práce jako Korunování Panny Marie (Pala Oddi) (1502/1503, Pinacoteca Vaticana, Řím) nebo Svatý Šebestián (1501/1502, Accademia di Belle Arti di Carrara, Bologna).

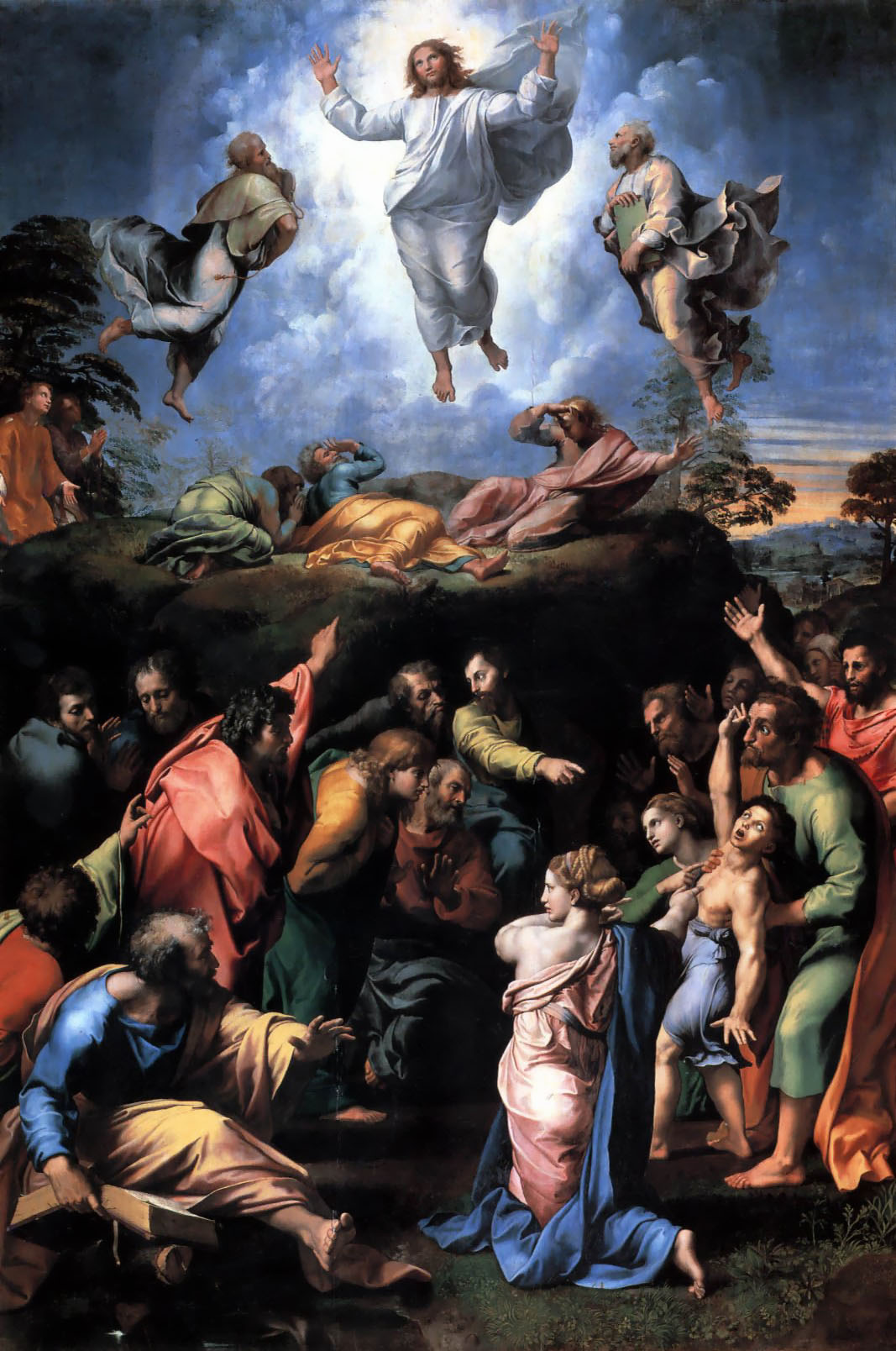
Proměnění Páně, 1518–1520

 Přímou konfrontací s Peruginovým odkazem je obraz Zasnoubení Panny Marie (1504, Pinacoteca di Brera, Miláno), určený rovněž pro Città di Castello. Raffaelův učitel namaloval krátce před tím obraz na stejné téma, Raffael ho však překonal soustředěním děje, výrazem i lepším pojetím perspektivy. Z florentského období je důležité Ukládání do hrobu (Pala Baglioni) (1507, Galleria Borghese, Řím). Malíř zde prvně vyjádřil dynamiku děje, modelace postav nese přímý vliv Michelangelův. Naopak za umělecky spornou bývá považována Madona pod baldachýnem (1506/1508, Galerie Palatine, Florencie), kterou se Raffael se svým florentským pobytem rozloučil. V Římě namaloval na objednávku měšťanky Eleny Duglioli z Boloně obraz svaté Cecilie do stejnojmenné kaple, kterou nechala zřídit v kostele San Giovanni in Monte (Svatá Cecilie, 1514/1515, Pinacoteca Nazionale Bologna). Světice na obraze naslouchá andělskému kůru, zatímco pozemské hudební nástroje zůstaly ležet na zemi. Nesení kříže (1516/1517, Prado, Madrid) bylo původně určeno pro klášter v Palermu, proto jeho název Spasimo di Sicilia (sicilské spasení). Při transportu obrazu na místo určení totiž loď ztroskotala a obraz byl nalezen na pobřeží u Janova. Poslední – a největší – Raffaelem částečně dokončený obraz je Proměnění Páně (1518/1520, Pinacoteca Vatikana, Řím). Tento obraz je syntézou dosavadního Raffaelova vývoje. Základní problémy malířství, barvu, tvar a modelaci, zde pojednal takovým způsobem, že se obraz řadí k základním pilířům dějin světového malířství.

### Nástěnné malby

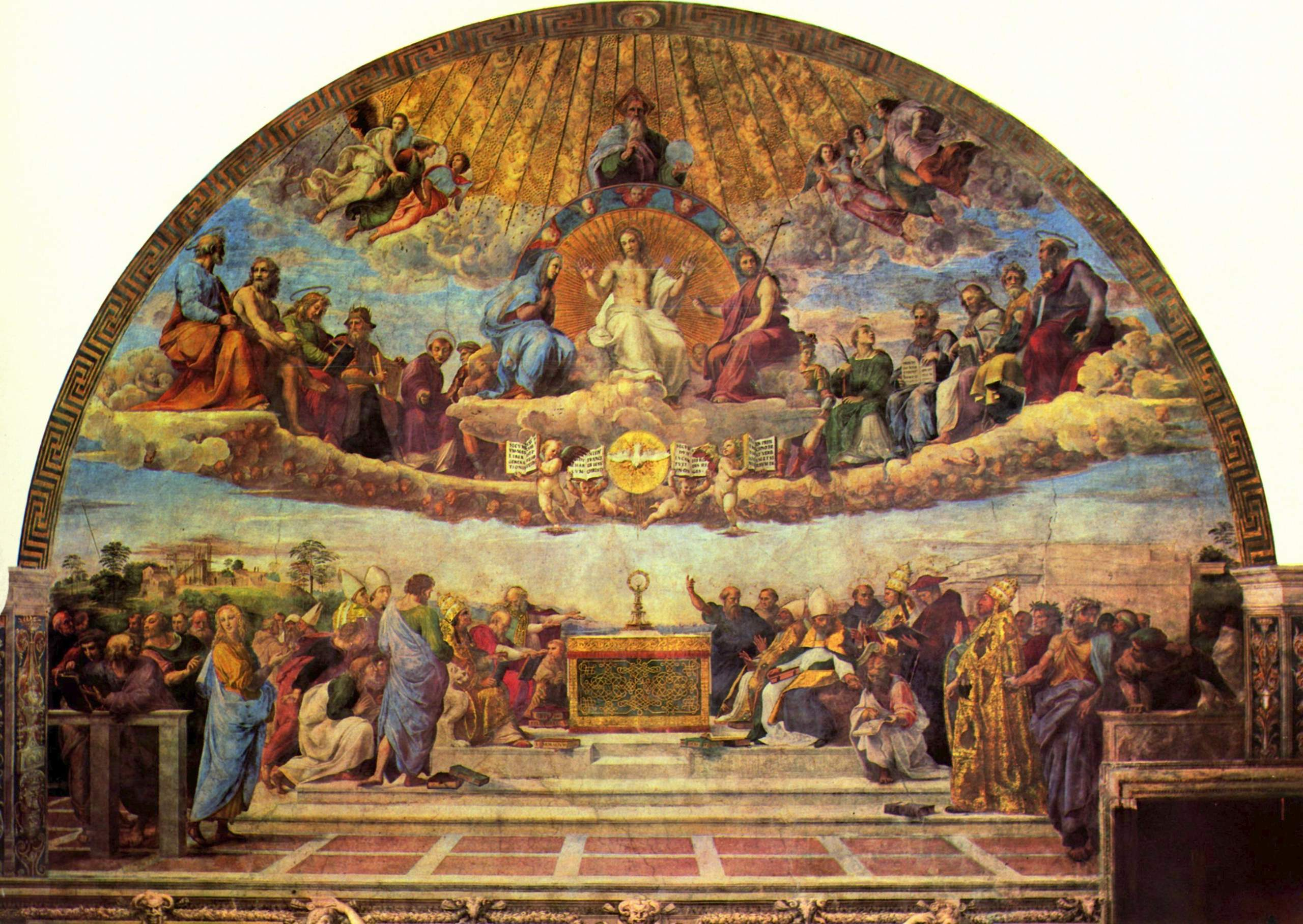
Disputace o svátosti, 1508–1509, Stanza della Segnatura, Vatikán

Krátce poté, co přišel do Říma, získal Raffael od Julia II. zakázku na výzdobu tří místností, v nichž měl papež pracovat a bydlet. První z nich se nazývá Stanza della Segnatura (podpisová místnost) a malíř zde spolu se svými pomocníky pracoval v letech 1509–1510. Zároveň nedaleko odtud pracoval Michelangelo na výzdobě stropu Sixtinské kaple.

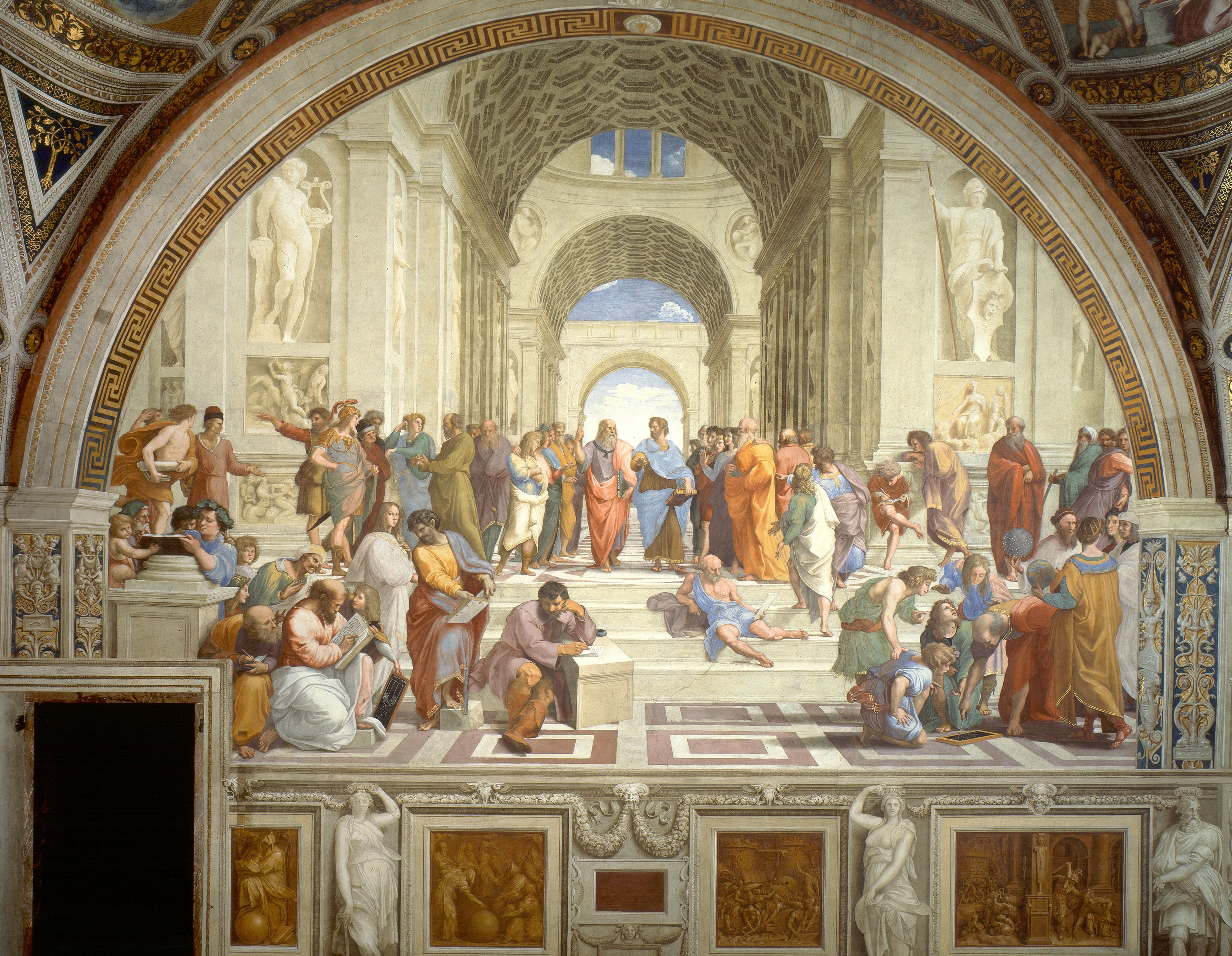
Athénská škola, 1510–1511, Stanza della Segnatura, Vatikán

Na čtyřech stěnách Stanzy della Segnatura jsou následující obrazy: Athénská škola, Disputace, Parnas a Právo. Program výzdoby zde i v následujících Stanzích vznikal za ideového vedení samotného papeže. Druhá ze Stanzí, v níž Raffael pracoval v letech 1512–1514, se jmenuje Heliodorova podle biblického příběhu o znesvětiteli jeruzalémského chrámu. Jsou zde následující fresky: Bolsenská mše, Vysvobození svatého Petra, Vyhnání Heliodora z chrámu a Setkání Attily se Lvem Velikým. Výzdobu třetí místnosti nazvané Stanza dell'Incendio (místnost požáru) zadal Raffaelovi už následník Julia II., Lev X. Raffaelovým dílem zde je už jen scéna Požár Borga (1514), zbytek byl už záležitostí dílny. Mezi pracemi ve Stanzích vytvořil Raffael někdy v letech 1511–1512 fresku proroka Izajáše pro římský kostel svatého Augustina. Rovněž v roce 1511 začal Raffael s výzdobou Vily Farnesiny svého mecenáše Agostina Chigiho. Namaloval zde fresku Triumf Galatey, mořské víly, která unikla obru Polyfémovi. Ve Vatikánu ale Raffael společně se svou dílnou působil i později. V papežském paláci na straně obrácené k městu vyprojektoval lodžii, kterou v letech 1513–1519 spolu s dílnou vyzdobil groteskami po vzoru Neronovy vily známé jako domus aurea. Strop lodžie obsahuje 52 biblických scén a bývá označován jako Raffaelova bible.

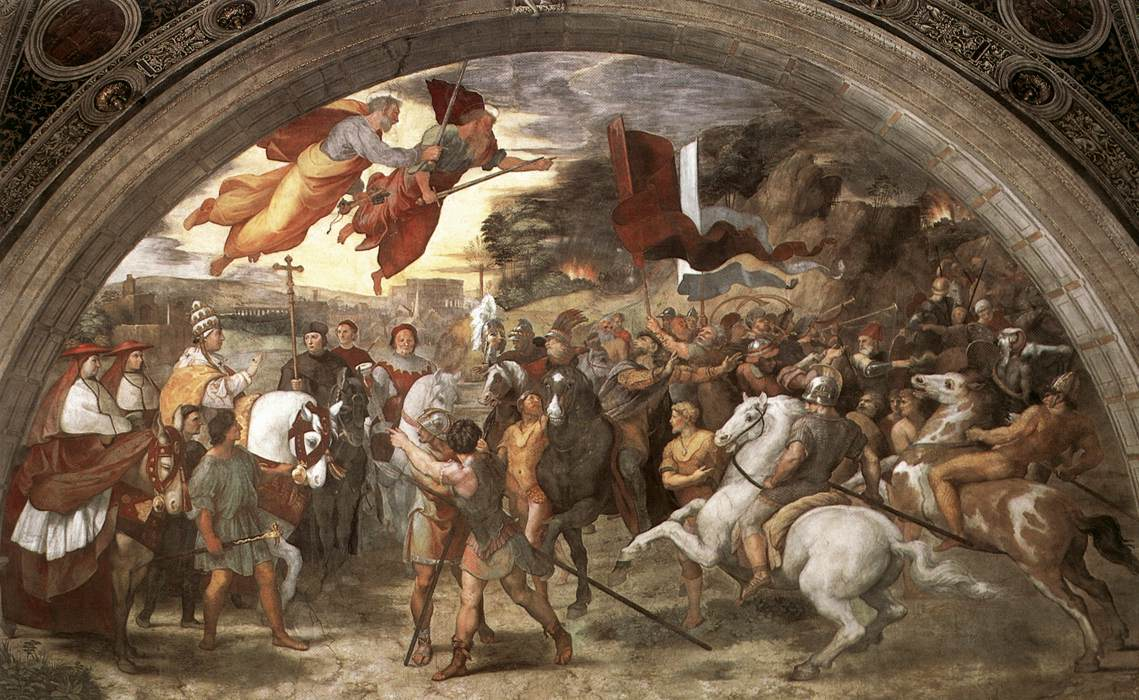
Setkání Attily s papežem Lvem Velikým, 1513–1514, Stanza d'Eliodoro, Vatikán

 Pro svého přítele, kardinála a zároveň diplomata a autora divadelních komedií Bibbienu v papežském paláci navrhl a kolem roku 1516 vyzdobil lodžii a koupelnu. Podle Vasariho si Raffael měl vzít jeho neteř. Raffaelova dílna dekorovala podle mistrových náčrtů ve Vile Farnesině lodžii Psyché. Agostino Chigi také u Raffaela objednal výzdobu své kaple v římském kostele Santa Maria della Pace, znázorňující čtyři Sibyly naslouchající pokynům andělů. Další Chigiho kaple navržená samotným Raffaelem se nachází v kostele Santa Maria del Popolo. Zde byla podle Raffaelových kartonů vytvořena freska Stvoření světa.

### Předlohy ke gobelínům a grafice
Jednou z nejdůležitějších objednávek Lva X. byla série deseti gobelínů se scénami ze života svatého Pavla z Tarsu a sv. Petra pro Sixtinskou kapli. Raffael se návrhy zabýval v letech 1516 a 1517. Skutečně vytvořil deset kartonů o rozměrech 3,5 × 5 m. Sloužily jako vzor pro tkalce. Dochovalo se sedm z nich, uloženy jsou ve Victoria and Albert Museum v Londýně. Gobelíny byly utkány v dílně Piera van Aelsta v Bruselu, kde je měl možnost spatřit Albrecht Dürer. Je pravděpodobné, že Raffael konečný výsledek svého díla nikdy nespatřil, neboť byly dodávány do Říma v letech 1519 a 1520. Gobelíny, nacházející se ve vatikánských sbírkách, byly naposledy v Sixtinské kapli na několik týdnů vystaveny v roce 1983, při příležitosti výročí umělcova narození.

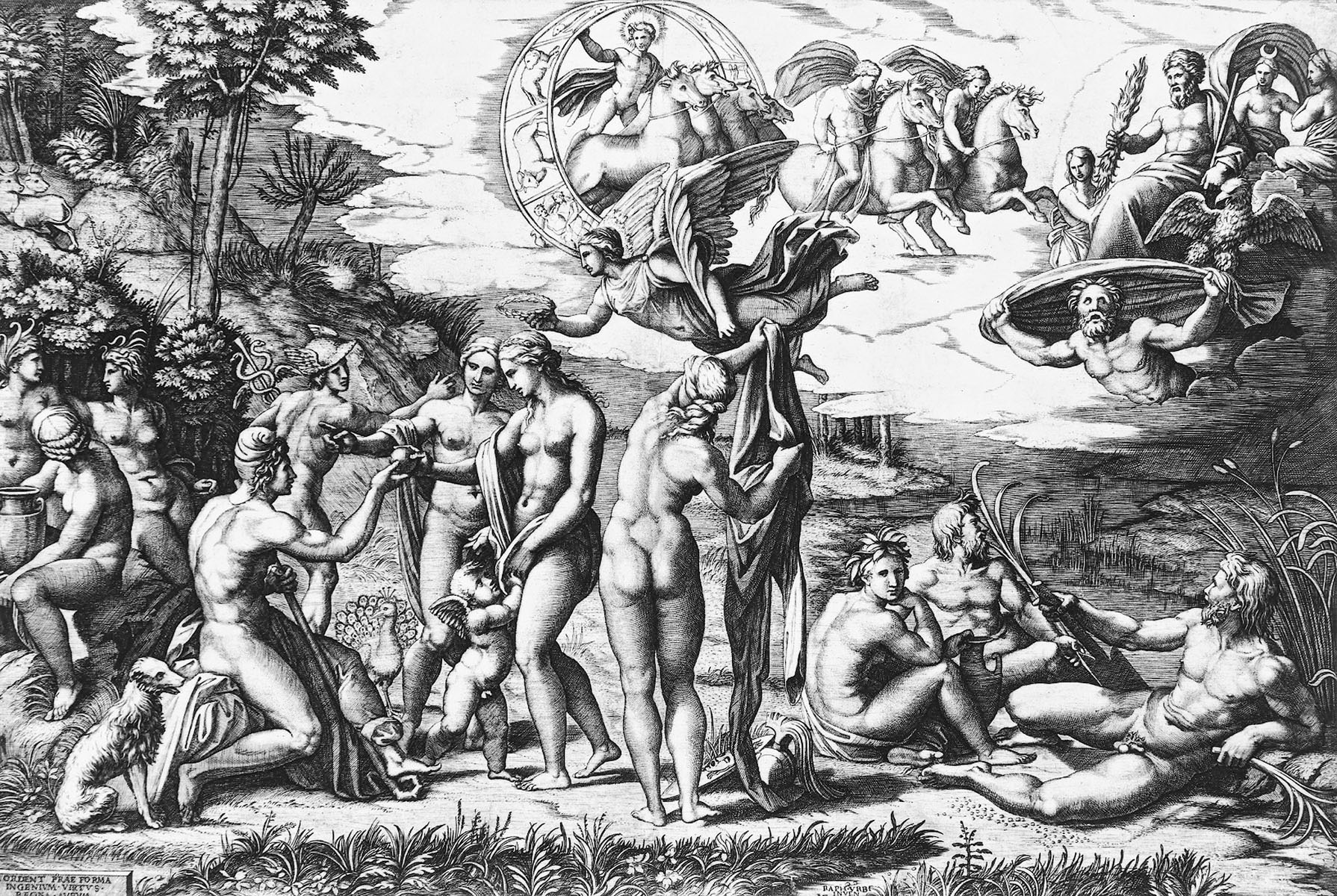
Paridův soud, asi 1515, Raimondi podle Raffaela

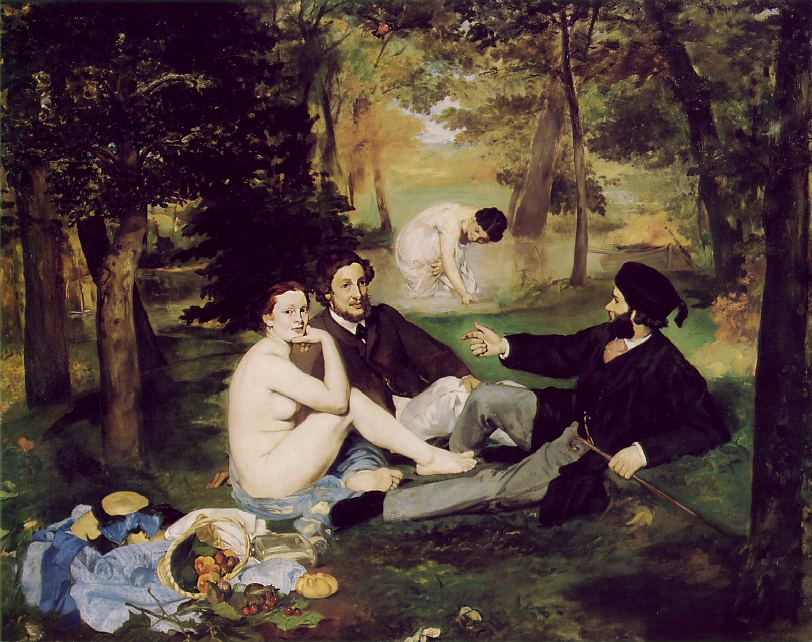
Edouard Manet, Snídaně v trávě, 1863. Póza skupiny na Manetově obraze je věrnou nápodobou skupiny tří bohů v pravé části Raimondiho rytiny

Jako jeden z mála významných malířů své doby se Raffael zajímal také o grafiku. Po roce 1510 se seznámil s rytcem Marcantonio Raimondim. Výsledkem jejich spolupráce je okolo padesáti tisků. Částečně se jedná o reprodukce Raffaelových olejomaleb, částečně byly Raimondimu předlohou originální Raffaelovy kresby. To je i případ Paridova soudu, který se stal předlohou Manetovy Snídaně v trávě.

### Architekt
Ještě před smrtí doporučil Bramante papeži, aby se jeho nástupcem ve funkci architekta baziliky svatého Petra stal právě Raffael. Stalo se tak v dubnu 1514. Umělec pracoval za pomoci mnicha Giovanni Gioconda a po jeho úmrtí v roce 1516 Antonia da Sangalla. Raffaelovu koncepci však neznáme, po jeho úmrtí se stavělo podle Michelangelových plánů. Problémem je, že se nedochoval žádný autograf Raffaelova návrhu nové budovy, pouze kresby stávajících. Naopak z rukou jeho pomocníků je k dispozici plánů mnoho. Raffaelovi jsou přisuzovány následující stavby: Palác Aquila v Římě z let 1518–1520, stržený roku 1661 při stavbě Berniniho kolonády, již zmíněné lodžie ve Vatikánu a ve Vile Farnesině, kupolový prostor zlatnického kostela svatého Eligia v Římě (po roce 1509), již zmíněná kaple rodiny Chigiů v kostele Santa Maria del Popolo a Vila Madamma v Římě, stavěná pro papežova příbuzného Julia Medicejského.

### Výběr z díla
- Procesní prapor pro obec Città di Castello, 1499/1500, olej na plátně, 166 × 94 cm, Pinacoteca Comunale Città di Castello. V tomto městě získal Raffael první objednávky. Prapor se považuje za první samostatné Raffaelovo dílo.[22] Objednávka vznikla v souvislosti s epidemií moru, která ve městě vypukla v roce 1499. Na jedné straně je vyobrazení svaté Trojice, na druhé zrození Evy z Adamova žebra. Prapor je značně poškozen.
- Dáma s jednorožcem, 1505/1506, olej na plátně, 65 × 51 cm, Galerie Borghese, Řím. Jedná se o portrét konkrétní mladé ženy, která nebyla identifikována. Jednorožec v jejích dlaních je alegorie, symbolizuje čistotu a panenství. Obraz se vyrovnává s Leonardovou Monou Lisou, když od ní přebírá postoj, držení rukou i prostorové rozvržení. Zatímco výraz Mony Lisy si ponechává tajemno a je mnohoznačný, Raffaelova dívka je realistickým portrétem. V roce 1935 byla odstraněna přemalba, která ženu zobrazovala jako svatou Kateřinu.
- Svatá rodina z domu Canigiani, asi 1507, olej na dřevě, 131 × 107 cm, Alte Pinakotek, Mnichov. Pod Michelangelovým a Leonardovým vlivem zkonstruoval Raffael pyramidální kompozici s Pannou Marií, Ježíškem, malým Janem Křtitelem, jeho matkou svatou Alžbětou a svatým Josefem. Skupiny andílků v horní části obrazu, které kompozici vyvažují, byly objeveny teprve při restaurování obrazu v roce 1983.[23] Do té doby byly skryty pod přemalbou z 18. století.
- Disputace o svátosti, 1508–1509, šířka základny 1075 cm, Stanza della Segnatura, Vatikán. Tímto obrazem Raffael výzdobu místnosti začínal, proto byl považován za zkoušku jeho talentu. Dílo je alegorickou oslavou eucharistie a církve obecně. V centru obrazu je stůl s monstrancí, v níž je uložena hostie, k níž sestupuje Duch Svatý. Kompozici obrazu tvoří tři úrovně. V nejnižší pozemské zóně se nalézá reálný prostor lidí, kde se nacházejí církevní otcové (mj. svatý Augustin a Tomáš Akvinský, papež má podobu Julia II.) Nad pozemskou jsou dvě zóny nebeské: V první je Kristus s Pannou Marií, svatým Janem Křtitelem a 12 spravedlivými. V nejvyšší zóně je žehnající Bůh.
- Tommaso Inghirami, 1510/1511, olej na dřevě, 89,5 × 62,3 cm, Galleria Palatina, Florencie. Inghirami patřil ve své době k nejvýmluvnějším kazatelům v Římě. Roku 1510 se stal správcem vatikánské knihovny. Obtloustlý Inghirami silně šilhal. Raffael se tuto jeho vadu pokusil taktně zakrýt. Zobrazil učence, jak se v zamyšlení pohledem vzhůru snaží formulovat myšlenku, kterou chce zapsat. Stejný obraz se nachází v Stewart Gardner Museum v Bostonu; není dokázáno, který z nich je originál a který autorská replika.
- Athénská škola, 1510–1511, šířka základny 1055 cm, Stanza della Segnatura, Vatikán. Název dal obrazu teprve v roce 1695 italský malíř a historik umění Gian Pietro Bellori.[24] Raffael umístil shromáždění filosofů pod kazetovou klenbu architektury, připomínající Bramantovu novostavbu baziliky svatého Petra. Ústředními postavami jsou Platón držící v ruce svůj dialog Timaios a ukazující k nebi k říši idejí. Platón má podobu Leonarda da Vinci. Vedle něj Aristotelés se svým dílem Etika napřahuje ruku před sebe do světa reálných věcí. Mladík v tmavé čapce na pravém okraji obrazu, hledící na diváka, je Raffaelův autoportrét. Hérakleitos, jenž sedí v popředí na schodech a zapisuje své myšlenky, nese rysy Michelangelovy. Raffael ho do obrazu doplnil proti původnímu plánu.
- Madona della Sedia (Madona s židlí), 1513/1514, olej na dřevě, průměr 71 cm, Galleria Palatina, Florencie. Se zobrazením madon v kulatém obraze (tondu) se Raffael setkal ve Florencii, kde mělo tradici ze středověku. Madonin šátek a šál nesou motivy lidového kroje. Madona, jejíž tvář je nezvykle obrácena k divákovi a ne na dítě, má portrétní rysy. Mistrovsky ztvárněná je kuželka opěradla židle.
- Setkání Attily s papežem Lvem Velikým, 1513–1514, šířka základny 1070 cm, Stanza d'Eliodoro, Vatikán. Ideový program Heliodorovy Stanze stanovil ještě Julius II. Freska připomínala událost z roku 452, kdy poselstvo vedené papežem Lvem I. odvrátilo hunského vůdce Attilu od úmyslu dobýt Řím. Papež na obraze už ale má rysy Lva X., za jehož pontifikátu freska vznikala. Na nebesích se vznášejí spojenci papežovy družiny, svatí Petr a Pavel. Antický Řím v pozadí znázorňuje Koloseum, akvadukt a bazilika svatého Petra.
- Dáma se závojem (La Velata), 1514–1516, olej na dřevě, 85 × 64 cm, Galleria Palatina, Florencie. Jeden z „nejzáhadnějších“ Raffaelových obrazů. Pravděpodobně se jedná o ženu, o níž Vasari píše, že ji „Raffael miloval až do své smrti“ a že „vytvořil její překrásný portrét, na němž ji namaloval opravdu jako živou“.[25] Castiglione na její krásu složil dva sonety.[26] Někteří autoři ji považují za stejnou ženu, která je vyobrazena jako La Fornarina (Pekařka). Další tvrdí, že byla modelem k Sixtinské madoně a Madoně della Sedia.[27]

## Galerie

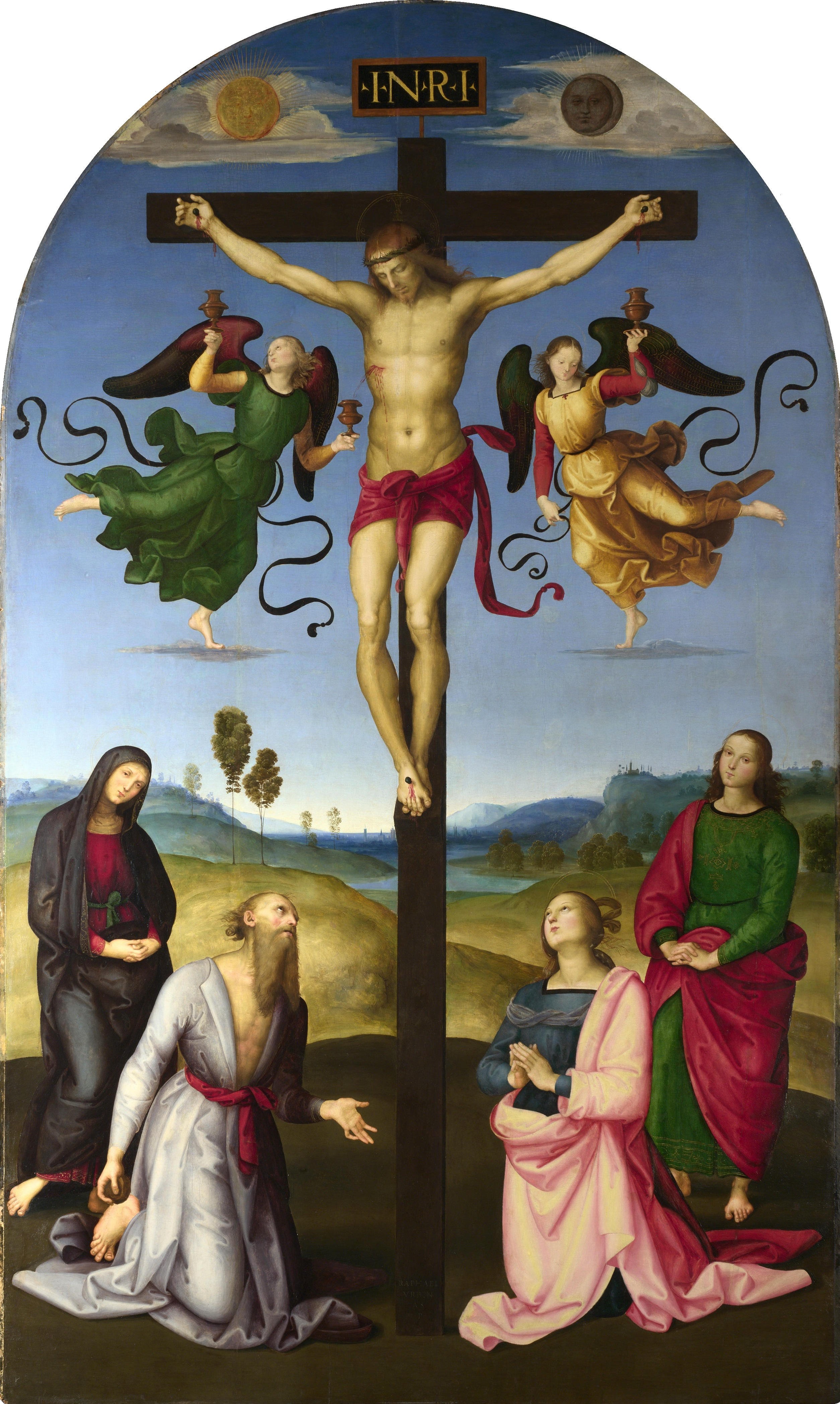
Ukřižování ze sbírky Mondovy, (1503)
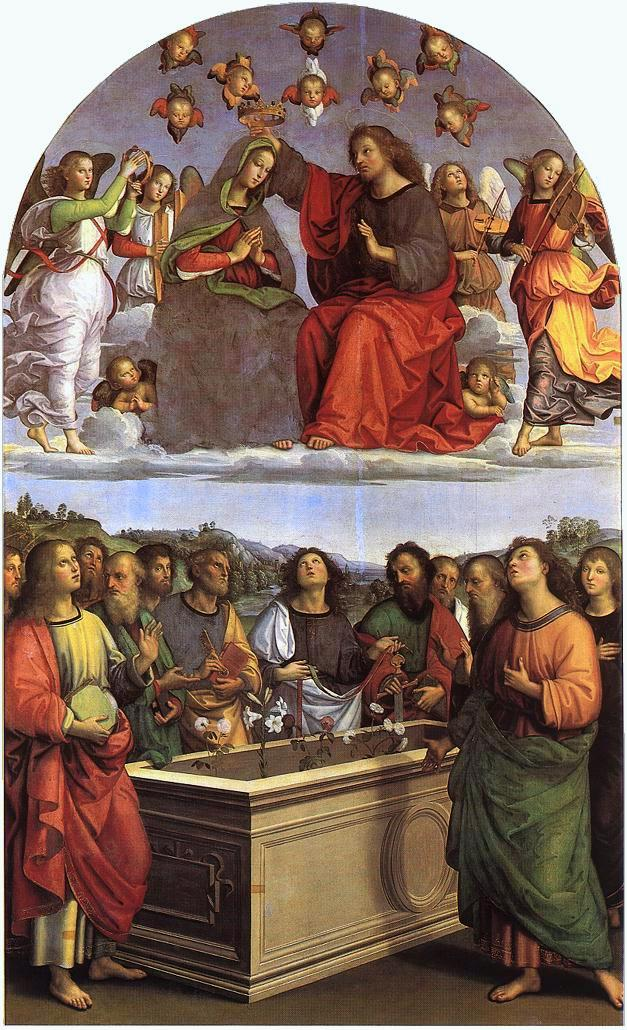
Korunování Panny Marie (Pala Oddi), (kolem 1504)
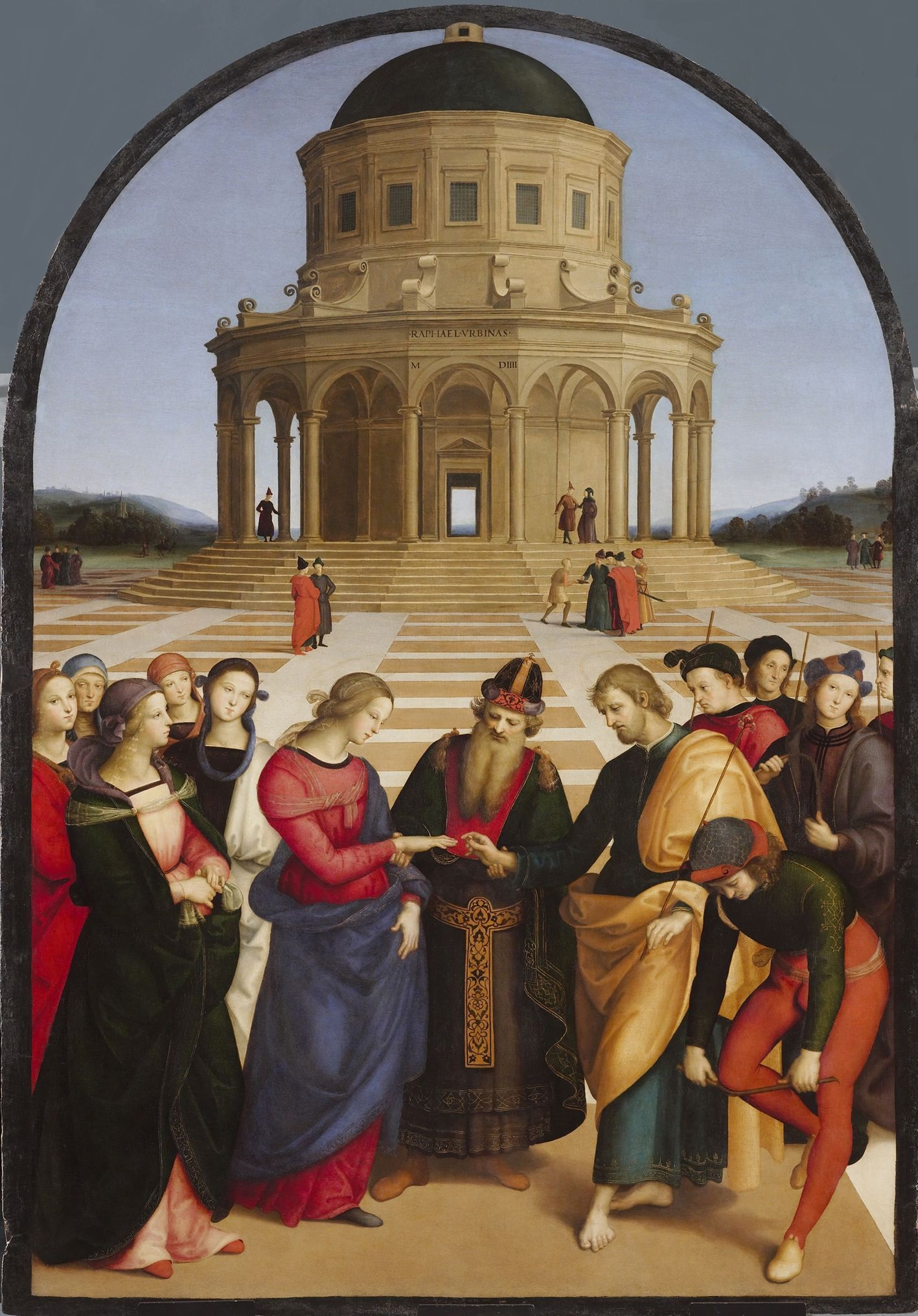
Zasnoubení Panny Marie (1504)
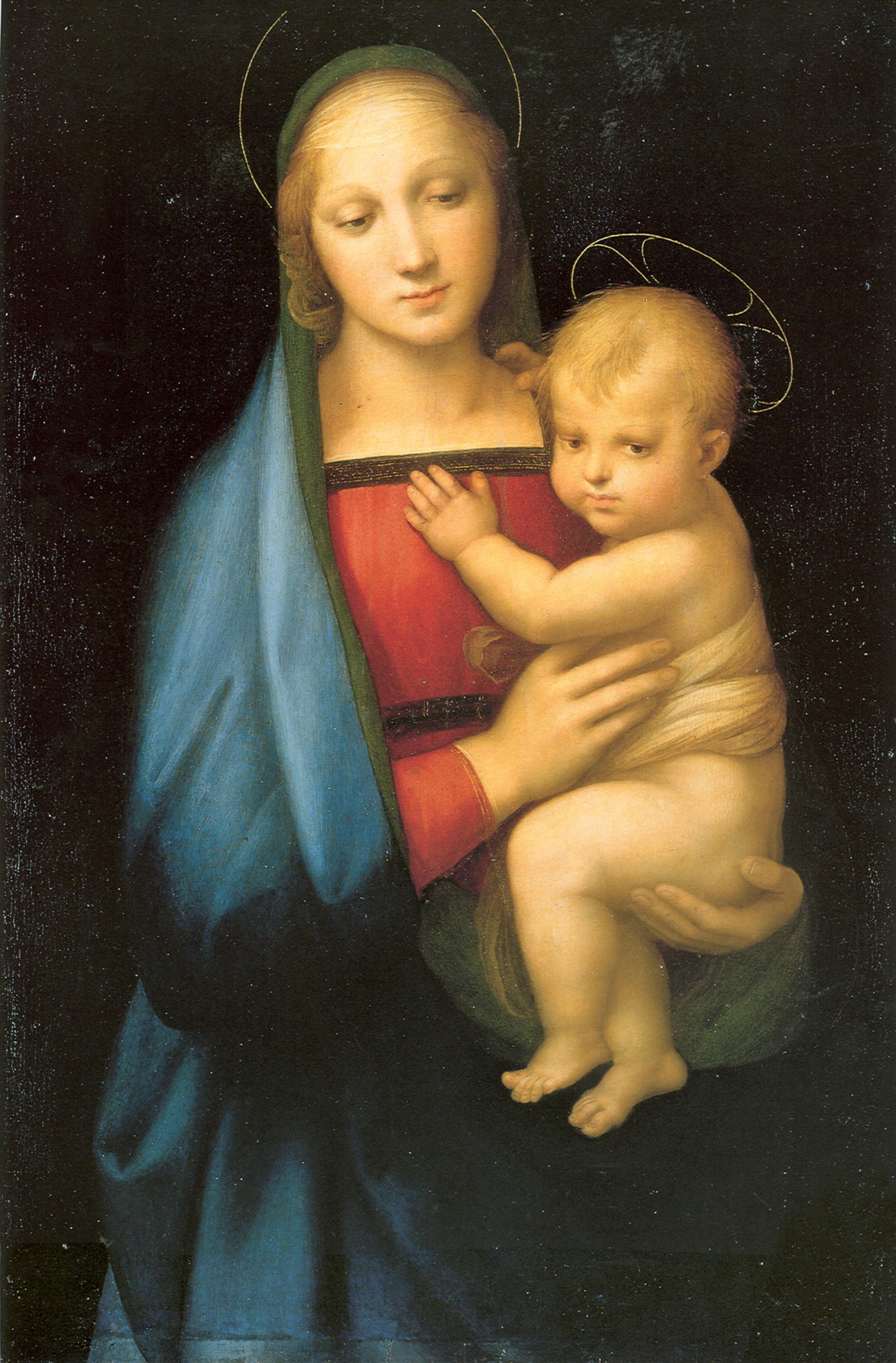
Madona del Granduca (1504)
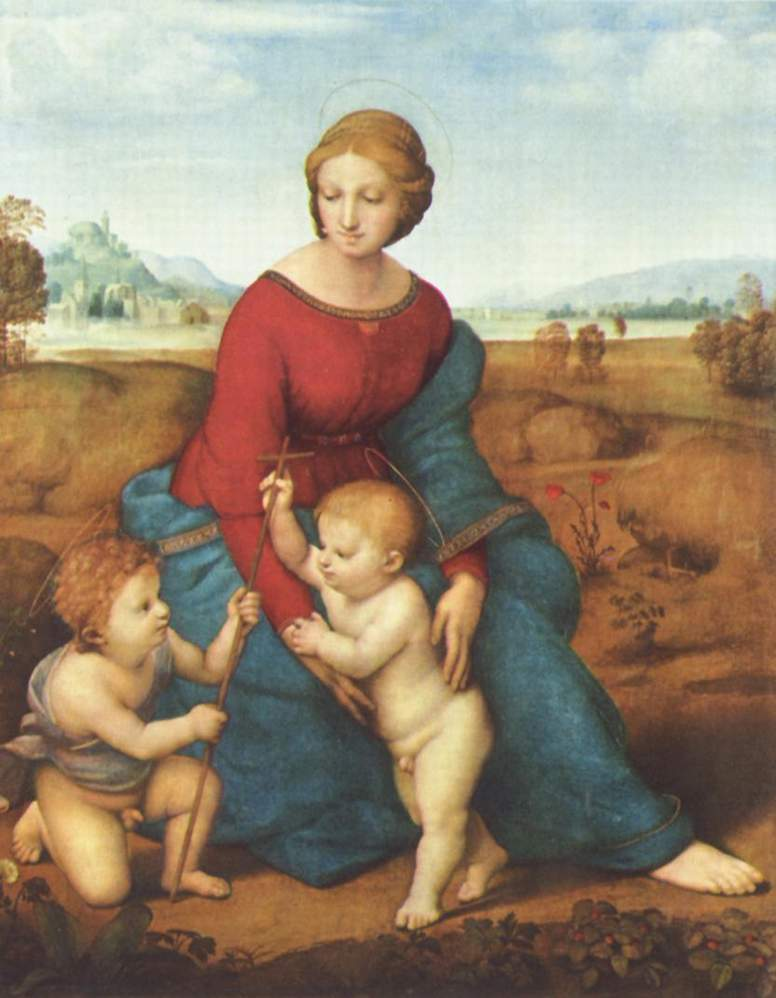
Madona v zeleni (1506)
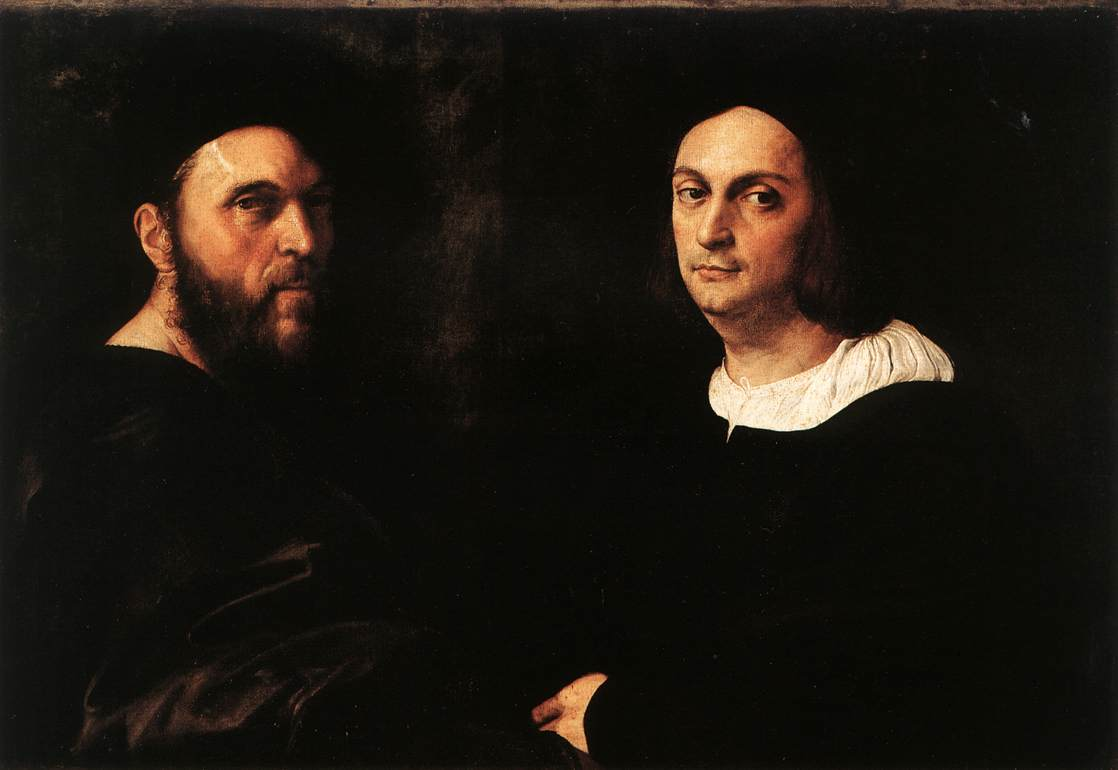
Andrea Navagero a Agostino Beazzano (1516)